# Masako Furuichi
Masako Furuichi (古市雅子, Furuichi Masako) est une lutteuse japonaise née le 20 octobre 1996.
Elle est championne du monde de lutte libre (catégorie moins de 72 kg) en 2021. 

## Palmarès
Championnats du monde
- Médaille de bronze en lutte libre dans la catégorie des moins de 72 kg en 2019 à Nur-Sultan.
- Médaille d'or en lutte libre dans la catégorie des moins de 72 kg en 2021 à Oslo.

Championnats d'Asie
- Médaille d'argent en lutte libre dans la catégorie des moins de 75 kg en 2017 à New Delhi.
- Médaille de bronze en lutte libre dans la catégorie des moins de 72 kg en 2018 à Bishkek.